# Hester Chapone
Hester Chapone, de soltera Mulso (27 de octubre de 1727, Twywell, Northamptonshire - 1801), fue una escritora inglesa de libros de conducta para mujeres.

## Vida
A la temprana edad de nueve años, Hester escribió una novela romántica titulada The loves of Amoret and Melissa, con la que se ganó la desaprobación de su madre. Recibió una educación más profunda que la mayoría de las chicas acomodadas en aquella época, aprendiendo francés, italiano y latín, y empezó a escribir regularmente cuando tenía 18 años, manteniendo correspondencia con otros escritores y escritoras. Su primera publicación consistió en cuatro piezas breves escritas para la revista de Samuel Johnson The Rambler en 1750. Contrajo matrimonio en 1760 con el abogado John Chapone (1728–1761), hijo de la escritora moralista, Sarah Chapone (1699–1764). Hester Chapone se asoció a las llamadas mujeres sabias, conocidas como Bluestocking quienes se reunían en torno a Elizabeth Montagu, y fue la autora de Letters on the Improvement of the Mind y Miscellanies. Falleció en Hadley, Middlesex, el 25 de diciembre de 1801.

## Libros de conducta

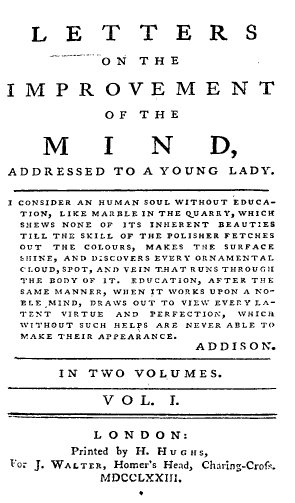
Página del título de la primera edición de Hester Chapone Letters on the Improvemente of the Mind (1773), uno de los más populares libros de conducta en la misma época en que Mary Wollstonecraft escribía su primer trabajo.

El primer libro de conducta lo escribió para su sobrina de 15 años, en 1773, y en 1800 alcanzó al menos 16 ediciones. De las 12 ediciones que aparecieron en 1829, al menos una de ellas fue una traducción francesa. Se centraron en el entendimiento racional a través de la Biblia, la historia y la literatura. Se suponía que la chica a quien iba dirigido, también estudiaba contabilidad, administración del hogar, botánica, geología y astronomía. Las únicas novelas que se evitaban eran las sentimentales. Mary Wollstonecraft lo destacó como uno de los pocos ejemplos del género de superación personal que merecía elogios.
La marea de consejos o libros de conducta en Gran Bretaña lograron su momento álgido entre 1760 y 1820; un erudito se refiere a este periodo como "la edad de libros de cortesía para mujeres". Nancy Armstrong escribió en su fundamental trabajo sobre este género, Desire and Domestic Fiction (1987): "Tan populares fueron estos libros que en la segunda mitad del siglo XVIII prácticamente todo el mundo conocía el ideal de mujer". El de Chapone es el típico ejemplo.
Los libros de conducta integraron los estilos y las retóricas de los géneros anteriores, como los devocionarios, los manuales de matrimonio, los recetarios y trabajos sobre economía familiar. Le ofrecieron a sus lectoras una descripción (la mayoría de las veces) del ideal de mujer mientras que al mismo tiempo le daban consejos prácticos. No sólo dictaron la moralidad, sino que guiaron la elección de la vestimenta de la lectoras y resumieron lo que se vio en ese período como la etiqueta adecuada. El trabajo de Chapone, en particular, atrajo a Wollstonecraft en este tiempo e influyó en su composición Thoughts. Lo admiró por contener "un programa sostenido de estudio para mujeres" y basarse en la idea de que el cristianismo debería ser "el principal instructor de nuestras facultades racionales". Además, enfatiza que las mujeres tendrían que ser consideradas seres racionales y no caer en el "sensualismo". Wollstonecraft recurrió a las obras de Chapone y Macaulay cuando escribió A Vindication of the Rights of Woman en 1792. Otra admiradora, y también una amiga personal, era la novelista y periodista Frances Burney. Su correspondencia superviviente incluye una carta de pésame del 4 de abril de 1799, de Burney a Chapone, sobre la muerte en el parto de Jane Jeffreyes, de soltera Mulso, la sobrina a quien escribió las Letters on the Improvement of the Mind.

## Influencia cultural
Elizabeth Gaskell, la novelista del siglo XIX, se refiere a Chapone como un modelo epistolar, colocándola en su Cranford con Elizabeth Carter, una Bluestocking mucho mejor educada. El libro es también mencionado en la novela de Anne Brontë  Agnes Grey a través de uno de sus personajes, y tuvo una influencia sobre Samuel Richardson, Jane Austen y Mary Wollstonecraft.
En el Capítulo 1 de Vanity Fair, Thackeray resume pulcramente la autoimagen de la señorita Pinkerton, propietaria de una "academia para jóvenes señoritas", describiéndola como "aquella majestuosa señora; la Semiramis de Hammersmith, la  amiga del Doctor Johnson, la corresponsal de la Señora Chapone"; más tarde en el mismo capítulo la señorita Pinkerton señala que su establecimiento, The Mall, disfrutó "del patrocinio de la admirable Señora Chapone".
Richardson y Elizabeth Carter editaron una recopilación póstuma de los escritos de Chapone, titulada The Posthumous Works of Mrs. Chapone: Containing Her Correspondence with Mr. Richardson; a Series of Letters to Mrs. Elizabeth Carter, and Some Fugitive Pieces, Never Before Published. Together with an Account of Her Life and Character, Drawn Up by Her Own Family (1807) Allí, Chapone cita:

"Though men's ways are unequal, the ways of God are equal, and with him even women shall find justice."
"Aunque los caminos de los hombres son desiguales, los caminos de Dios son iguales, y con Él "incluso las mujeres" encontrarán justicia"
Hester Chapon